# Konstanze Döhner
Konstanze Döhner (* 13. Oktober 1964 in Mosbach) ist eine deutsche Hämatologin und Onkologin am Universitätsklinikum Ulm. Hier ist sie Professorin für Innere Medizin, Oberärztin und Leiterin des Forschungsbereichs „Molekulare Genetik der myeloischen Leukämien“.

## Leben und Wirken
Döhner studierte an der Ruprecht-Karls-Universität Heidelberg Medizin (Staatsexamen 1991) und promovierte ebendort 1993 bei W. Friedl. Als Postdoktorandin arbeitete sie bei Peter Lichter am Deutschen Krebsforschungszentrum in Heidelberg und bei Stephen W. Scherer am Hospital for Sick Children in Toronto. 1999 erwarb sie den Facharzt für Innere Medizin, 2003 für Hämatologie/Onkologie. 2001 habilitierte sie sich für das Fach Innere Medizin. Seit 2005 hat sie eine Professur für Innere Medizin an der Universität Ulm inne.
2021 erhielt sie gemeinsam mit Hartmut Döhner die Johann-Georg-Zimmermann-Medaille. Laut Laudatio erfolgte „die Auszeichnung […] in Anerkennung ihrer Forschung auf dem Gebiet der Charakterisierung von genetischen Veränderungen bei der AML und der Entwicklung von personalisierten Behandlungskonzepten für diese Leukämieform.“ Laut Datenbank Scopus hat sie einen h-Index von 84 (Stand April 2022).
Konstanze Döhner ist verheiratet und hat drei Kinder.